# آلبرت اسنل
آلبرت اسنل (انگلیسی: Albert Snell؛ ۷ فوریه ۱۹۳۱ – ۳۱ مارس ۲۰۰۷ (aged 76)) بازیکن فوتبال اهل بریتانیا بود.
از باشگاه‌هایی که در آن بازی کرده‌است می‌توان به باشگاه فوتبال هالیفاکس تاون و باشگاه فوتبال ساندرلند اشاره کرد.